# Astragalus hololeucoides
Astragalus hololeucoides là một loài thực vật có hoa trong họ Đậu. Loài này được (Boiss.) Podl. & Sytin mô tả khoa học đầu tiên năm 2002.